# Walckenaeria cirriceps
Walckenaeria cirriceps là một loài nhện trong họ Linyphiidae.
Loài này thuộc chi Walckenaeria. Walckenaeria cirriceps được Konrad Thaler miêu tả năm 1996.